# Trentepohlia (Mongoma) patens
Trentepohlia (Mongoma) patens is een tweevleugelige uit de familie steltmuggen (Limoniidae). De soort komt voor in het Oriëntaals gebied.